# Ceratobaeus lucifugax
Ceratobaeus lucifugax är en stekelart som beskrevs av Jean-Jacques Kieffer 1910. Ceratobaeus lucifugax ingår i släktet Ceratobaeus och familjen Scelionidae. Inga underarter finns listade i Catalogue of Life.